# ホスティリウス氏族

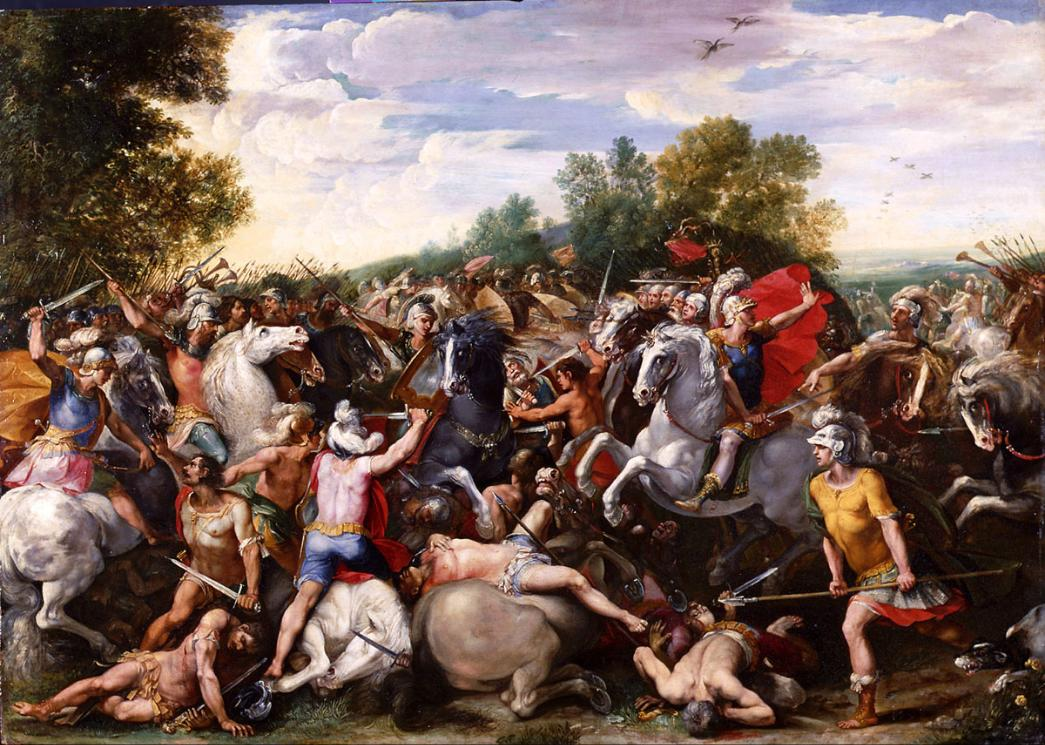
ジュゼッペ・チェーザリ画、『ウェイイ・フィデナエ連合軍に勝利するトゥッルス・ホスティリウス』（1601年頃）

ホスティリウス氏族（ラテン語: Gens Hostilia）は、古代ローマの氏族のひとつ。著名な人物に王政ローマ三代目トゥッルス・ホスティリウス王がいる。

## メンバー
- ホスティウス・ホスティーリウス[1]
  - （不明）
    - トゥッルス・ホスティリウス：王政ローマの三代目王[2]

### マンキヌス
- アウルス
  - ルキウス
    - アウルス・ホスティリウス・マンキヌス：紀元前170年の執政官[3]
      - ガイウス・ホスティリウス・マンキヌス：紀元前137年の執政官[4]
- アウルス・ホスティリウス・マンキヌス：紀元前151年のアエディリス・クルリス[5]
- ルキウス
  - ルキウス
    - ルキウス・ホスティリウス・マンキヌス：紀元前145年の執政官[6]

### トゥブルス
- ガイウス・ホスティリウス・トゥブルス：紀元前209年の首都プラエトル[7]
- ルキウス・ホスティリウス・トゥブルス：紀元前142年のプラエトル。贈賄罪で当時護民官のプブリウス・ムキウス・スカエウォラに告発され逃亡、後服毒自殺[8]
- ルキウス・ホスティリウス・トゥブルス：紀元前90年頃の貨幣鋳造三人委員[9]

### カト
- アウルス・ホスティリウス・カト：紀元前207年のプラエトル。サルディニア担当[10]
- ガイウス・ホスティリウス・カト：紀元前207年の首都プラエトル。外国人係も兼任[10]
- ルキウス・ホスティリウス・カト：紀元前201年の土地分配十人委員会メンバー[11]

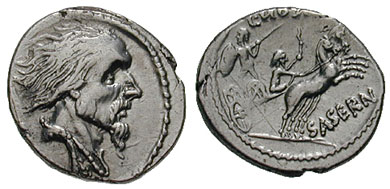
ルキウス・ホスティリウス・サセルナが鋳造したデナリウス銀貨。ガリア人のリーダーウェルキンゲトリクスの顔とも言われる（紀元前48年頃）

### サセルナ
- ルキウス・ホスティリウス・サセルナ：紀元前48年頃の貨幣鋳造三人委員[12]
- ガイウス・ホスティリウス・サセルナ：紀元前46年カエサル配下のレガトゥス[13]
- プブリウス・ホスティリウス・サセルナ：紀元前46年カエサル配下のレガトゥス[13]

### その他
- ガイウス・ホスティリウス：紀元前168年ガイウス・ポピッリウス・ラエナスらと共にプトレマイオス朝エジプトに派遣された[14]
- ルキウス・ホスティリウス：紀元前68年の護民官[15]
- トゥッルス・ホスティリウス：紀元前42年の護民官[16]